# James Rothman
James Rothman   (Haverhill, 3 de novembre de 1950), fill del pediatre de Haverhill MA Martin Rothman i Gloria Hartnick de Tulsa OK, és un bioquímic estatunidenc. És el professor Fergus F. Wallace de Ciències Biomèdiques a la Universitat Yale, el president del Departament de Biologia Cel·lular de la Yale School of Medicine i el director de l'Institut de Nanobiologia del Yale West Campus. Rothman també és professor adjunt de fisiologia i biofísica cel·lular a la Universitat de Colúmbia i professor d'investigació a l'Institut de Neurologia de la UCL Queen Square, University College de Londres. Rothman va ser guardonat amb el Premi Nobel de Fisiologia o Medicina 2013, pel seu treball sobre el tràfic de vesícules (compartit amb Randy Schekman i Thomas C. Südhof). Va rebre molts altres honors, com ara el premi internacional King Faisal el 1996, el premi Louisa Gross Horwitz de la Universitat de Colúmbia i el premi Albert Lasker per a la investigació mèdica bàsica, tots dos el 2002.

## Biografia
Rothman va obtenir el seu diploma de secundària a la Pomfret School el 1967, després va rebre la llicenciatura en física a la Universitat Yale el 1971 i el doctorat en química biològica a Harvard el 1976 treballant amb Eugene Patrick Kennedy.
Després del seu doctorat, Rothman va fer investigacions postdoctorals amb Harvey Lodish a l'Institut Tecnològic de Massachusetts treballant en la glicosilació de proteïnes de membrana. El 1978 es va traslladar al Departament de Bioquímica de la Universitat Stanford. Va estar a la Universitat de Princeton, de 1988 a 1991, abans d'anar a Nova York per fundar el Departament de Bioquímica Cel·lular i Biofísica al Memorial Sloan-Kettering Cancer Center, on també va exercir com a vicepresident de l'Institut Sloan-Kettering. El 2003, va deixar Sloan-Kettering per convertir-se en professor de fisiologia al Col·legi de Metges i Cirurgians de la Universitat de Columbia i cap del Centre de Biologia Química de Columbia. Es va traslladar de Columbia a Yale el 2008, conservant una cita a temps parcial a Columbia. Des de 2013 també ocupa una posició com a professor distingit en residència a l'Institut d'Estudis Immunoquímics Avançats de Xangai de la Universitat de ShanghaiTech.
El 1995, Rothman es va unir al consell assessor científic d’Amersham plc. Quan Amersham va ser adquirida per GE Healthcare el 2003, Rothman va ser nomenat assessor científic en cap de GE Healthcare.

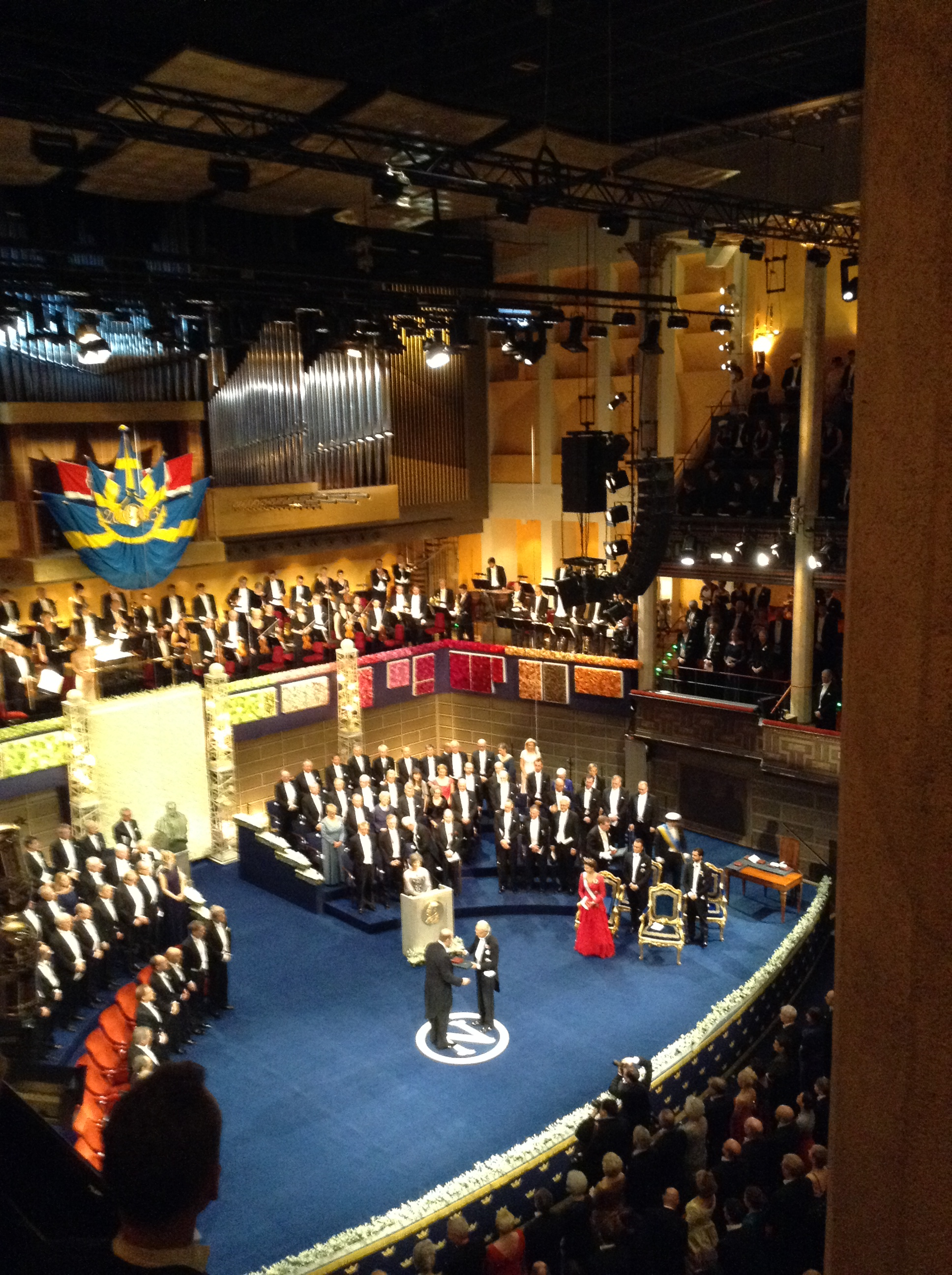
Cerimònia del Premi Nobel: James Rothman rep el seu premi de mans del rei de Suècia.

La investigació de Rothman [] detalla com les vesícules, petites estructures semblants a sacs que transporten hormones, factors de creixement i altres molècules dins de les cèl·lules, saben com arribar al seu destí correcte i on i quan alliberar el seu contingut. Aquest tràfic cel·lular subjau a moltes funcions fisiològiques crítiques, com ara la propagació de la mateixa cèl·lula en divisió, la comunicació entre les cèl·lules nervioses del cervell, la secreció d'insulina i altres hormones al cos i la captació de nutrients. Els defectes d'aquest procés condueixen a una gran varietat de condicions, com ara diabetis i botulisme.

## Premis i honors
Rothman va rebre el Premi Kavli de Neurociència 2010 juntament amb Richard Scheller i Thomas C. Südhof per "descobrir les bases moleculars de l'alliberament de neurotransmissors".
Rothman va ser guardonat amb el Premi Nobel de Fisiologia o Medicina 2013 juntament amb Randy Schekman i Thomas C. Südhof pels "seus descobriments de la maquinària que regula el trànsit de vesícules, un sistema de transport important a les nostres cèl·lules".
Rothman és membre de l'Acadèmia Nacional de Ciències i del seu Institut de Medicina.